# Rejon samborski (1940–2020)
Rejon samborski (ukr. Самбірський район) – dawna jednostka administracyjna Ukrainy, a wcześniej także Ukraińskiej Socjalistycznej Republiki Radzieckiej w Związku Socjalistycznych Republik Radzieckich, funkcjonująca w latach 1940–1941 i 1944–2020. Należał do obwodu drohobyckiego do 1959 roku, a po jego zniesieniu do obwodu lwowskiego. Siedzibą rejonu był Sambor.
Według spisu powszechnego z 2001 roku w rejonie było 74 598 mieszkańców (w tym: 72 720 Ukraińców, 1 331 Polaków, 428 Rosjan, 45 Białorusinów, 17 Mołdawian, 10 Ormian, 45 innych.

## Historia
Rejon samborski został utworzony 17 stycznia 1940 na podstawie dekretu Prezydium Rady Najwyższej USRR o podziale na rejony zachodnich obwodów USRR, kiedy to w obwodzie drohobyckim utworzono 30 rejonów, między innymi samborski. Rejon objął obszary zniesionych gmin Barańczyce, Biskowice (bez gromady Nadyby), Błażów i Sambor oraz fragment zniesionej gminy Rajtarowice (gromada Wolica Polska), należące przed wojną do powiatu samborskiego w województwie lwowskim. Sambor stanowił miasto na prawach rejonu, i nie wchodził w skład rejonu samborskiego.
Rejon samborski przestał istnieć wraz z wybuchem wojny niemiecko-radzieckiej 22 czerwca 1941. Jego tereny weszły w skład Landkreis Drohobycz dystryktu galicyjskiego Generalnego Gubernatorstwa.
Rejon został odtworzony 31 lipca 1944, po zajęciu tych terenów przez Armię Czerwoną.
21 stycznia 1959 rejon samborski zwiększono o część zniesionego rejonu dublańskiego.
21 maja 1959, w wyniku zniesienia obwodu drohobyckiego, rejon samborski włączono do obwodu lwowskiego.
21 maja 1959, w wyniku zniesienia obwodu drohobyckiego, rejon stryjski włączono do obwodu lwowskiego.
Rejon starosamborski został zlikwidowany 17 lipca 2020 w związku z reformą podziału administracyjnego Ukrainy na rejony, wchodząc w skład nowego rejonu samborskiego.

## Spis miejscowości
- Babina (Бабина)
- Barańczyce (Баранівці)
- Barańczyce Małe (Малі Баранівці)
- Beńkowa Wisznia (chutor)
- Bilina Wielka (Велика Білина)
- Bilinka Mała (Мала Білина)
- Biłaki (Білоки)
- Biskowice (Бісковичі)
- Bereźnica Rustykalna (Бережниця)
- Błażów (Блажів)
- Błozew Dolna (Нижнє)
- Brzegi (Береги)
- Brześciany (Берестяни)
- Burczyce (Бірчиці)
- Burczyce Nowe (Нові Бірчиці)
- Chałupki (Хатки)
- Chlewiska (Міжгайці)
- Chłopczyce (Хлопчиці)
- Czajkowice (Чайковичі)
- Czerchawa (Черхава)
- Czernichów (Чернихів)
- Czukiew (Чуква)
- Dąbrówka (Дубрівка)
- Dołobów (Долобів)
- Dublany (Дубляни)
- Foroszcza (Велика Хвороща)
- Foroszcza Mała (Мала Хвороща)
- Hlubocz (Глибоч)
- Hołodówka (Задністряни)
- Hordynia (Гординя)
- Horodyszcze (Городище)
- Jaz (Язи)
- Kalinów (Калинів)
- Kanafosty (Канафости)
- Klimaszczyzna (Климівщина)
- Kolonia Więckowice (Колонія)
- Kołbajowice (Колбаєвичі)
- Koniuszki Królewskie (Конюшки-Королівські)
- Koniuszki Siemianowskie (Луки)
- Koniuszki Tuligłowskie (Конюшки-Тулиголівські)
- Kopań (Копань)
- Kornalowice (Корналовичі)
- Kornice (Корничі)
- Kowenice (Ковиничі)
- Kraśnica (Красниця)
- Krukowiec (Круковець)
- Krużyki (Кружики)
- Kulczyce (Кульчиці)
- Kupnowice (Купновичі)
- Łanowice (Лановичі)
- Łąka (Лука)
- Łopuszna (Лупошно)
- Łukawica (Лукавиця)
- Majnicz (Майнич)
- Maksymowice (Максимовичі)
- Malinów (Малинів)
- Manasterzec (Монастирець)
- Michalewice (Михайлевичі)
- Mielniki (Млин)
- Mistkowice (Містковичі)
- Nikłowice (Никловичі)
- Nowosiółki Gościnne (Новосілки-Гостинні)
- Nowy Kalinów (Новий Калинів)
- Olszanik (Вільшаник)
- Orchowice (Орховичі)
- Ostrów (Острів)
- Ostrów Nowy (Новий Острів)
- Ozimina Mała (Мала Озимина)
- Ozimina Wielka (Велика Озимина)
- Pianowice (П'яновичі)
- Piniany (Пиняни)
- Podhajczyki[9] (Підгайчики)
- Podolce (Подільці)
- Pohorce (Погірці)
- Radłowice (Ралівка)
- Rajtarowice (Верхівці)
- Rogóźno (Рогізно)
- Rozdziałowice (Роздільне)
- Rudki (Рудки)
- Rudnia (Рудня)
- Sadkowice (Садковичі)
- Sambor (Самбір)
- Sprynia (Сприня)
- Spryńka (Мала Спринька)
- Strzałkowice (Стрілковичі)
- Susułów (Сусолів)
- Szade (Сіде)
- Szeptyce (Шептичі)
- Tatary (Залужани)
- Trojany (Трояни)
- Tyrawa (Тарава)
- Uherce Zapłatyńskie (Нагірне)
- Waniowice (Ваньовичі)
- Wańkowice (Ваньковичі)
- Więckowice[10] (Вербівка)
- Wistowice (Вістовичі)
- Wola Baraniecka (Воля-Баранецька)
- Wola Błażowska (Воля-Блажівська)
- Wola Więckowska[11] (Мала Вербівка)
- Wolanka (Волянка)
- Wolica Polska (Волиця)
- Władypol (Владипіль)
- Wojutycze (Воютичі)
- Woszczańce (Вощанці)
- Wykoty (Викоти)
- Zagórze (Загір'я) Луківська с.p.
- Zagórze (Hołodówka, Загір'я) Никловицька с.р.
- Zadniestrze (Задністря)
- Zarajsko (Зарайське)
- Zarzecze (Заріччя) Бісковицька с.р.
- Zarzecze (Заріччя) Воютицька с.р.
- Zwór (Звір)